# Medagliati olimpici nel kayak
Elenco dei vincitori di medaglia olimpica nel kayak.

## Albo d'oro

### Slalom

#### K-1 maschile
| Edizione                                                           | Oro                                                                | Argento                                   | Bronzo                                    |
| ------------------------------------------------------------------ | ------------------------------------------------------------------ | ----------------------------------------- | ----------------------------------------- |
| Monaco di Baviera 1972                                             | Siegbert Horn                                                      | Norbert Sattler                           | Harald Gimpel                             |
| Evento non incluso nel programma olimpico dal 1976 al 1988         |                                                                    |                                           |                                           |
| Barcellona 1992                                                    | Pierpaolo Ferrazzi                                                 | Sylvain Curinier                          | Jochen Lettmann                           |
| Atlanta 1996                                                       | Oliver Fix                                                         | Andraž Vehovar                            | Thomas Becker                             |
| Sydney 2000                                                        | Thomas Schmidt                                                     | Paul Ratcliffe                            | Pierpaolo Ferrazzi                        |
| Atene 2004                                                         | Benoît Peschier                                                    | Campbell Walsh                            | Fabien Lefèvre                            |
| Pechino 2008                                                       | Alexander Grimm                                                    | Fabien Lefèvre                            | Benjamin Boukpeti                         |
| Londra 2012                                                        | Daniele Molmenti                                                   | Vavřinec Hradilek                         | Hannes Aigner                             |
| Rio de Janeiro 2016                                                | Joseph Clarke                                                      | Peter Kauzer                              | Jiří Prskavec                             |
| Tokyo 2020                                                         | Jiří Prskavec                                                      | Jakub Grigar                              | Hannes Aigner                             |
| Parigi 2024                                                        | Giovanni De Gennaro                                                | Titouan Castryck                          | Pau Echaniz-Pal                           |
| Atleta meglio premiato: Pierpaolo Ferrazzi e Jiří Prskavec (1/0/1) | Atleta meglio premiato: Pierpaolo Ferrazzi e Jiří Prskavec (1/0/1) | Nazione meglio premiata: Germania (3/0/4) | Nazione meglio premiata: Germania (3/0/4) |

#### K-1 femminile
| Edizione                                                            | Oro                                                                 | Argento                                                            | Bronzo                                                             |
| ------------------------------------------------------------------- | ------------------------------------------------------------------- | ------------------------------------------------------------------ | ------------------------------------------------------------------ |
| Monaco di Baviera 1972                                              | Angelika Bahmann                                                    | Gisela Grothaus                                                    | Magdalena Wunderlich                                               |
| Evento non incluso nel programma olimpico dal 1976 al 1988          |                                                                     |                                                                    |                                                                    |
| Barcellona 1992                                                     | Elisabeth Micheler                                                  | Danielle Woodward                                                  | Dana Chladek                                                       |
| Atlanta 1996                                                        | Štěpánka Hilgertová                                                 | Dana Chladek                                                       | Myriam Fox-Jerusalmi                                               |
| Sydney 2000                                                         | Štěpánka Hilgertová                                                 | Brigitte Guibal                                                    | Anne-Lise Bardet                                                   |
| Atene 2004                                                          | Elena Kaliská                                                       | Rebecca Giddens                                                    | Helen Reeves                                                       |
| Pechino 2008                                                        | Elena Kaliská                                                       | Jacqueline Lawrence                                                | Violetta Oblinger-Peters                                           |
| Londra 2012                                                         | Émilie Fer                                                          | Jessica Fox                                                        | Maialen Chourraut-Yurramendi                                       |
| Rio de Janeiro 2016                                                 | Maialen Chourraut-Yurramendi                                        | Luuka Jones                                                        | Jessica Fox                                                        |
| Tokyo 2020                                                          | Ricarda Funk                                                        | Maialen Chourraut-Yurramendi                                       | Jessica Fox                                                        |
| Parigi 2024                                                         | Jessica Fox                                                         | Klaudia Zwolińska                                                  | Kimberley Woods                                                    |
| Atleta meglio premiato: Štěpánka Hilgertová e Elena Kaliská (2/0/0) | Atleta meglio premiato: Štěpánka Hilgertová e Elena Kaliská (2/0/0) | Nazione meglio premiata: Rep. Ceca e Slovacchia e Germania (2/0/0) | Nazione meglio premiata: Rep. Ceca e Slovacchia e Germania (2/0/0) |

### Velocità

#### Maschile

##### K-1 1.000m
| Edizione                                         | Oro                                              | Argento                                   | Bronzo                                    |
| ------------------------------------------------ | ------------------------------------------------ | ----------------------------------------- | ----------------------------------------- |
| Parigi 1924                                      | C. W. Havens                                     | Roy Nurse                                 | Harry Knight Jr.                          |
| Berlino 1936                                     | Gregor Hradetzky                                 | Helmut Cämmerer                           | Jacobus Kraaier                           |
| Londra 1948                                      | Gert Fredriksson                                 | Johan Frederik Kobberup                   | Henri Eberhardt                           |
| Helsinki 1952                                    | Gert Fredriksson                                 | Thorvald Strömberg                        | Louis Gantois                             |
| Melbourne 1956                                   | Gert Fredriksson                                 | Igor' Pisarev                             | Lajos Kiss                                |
| Roma 1960                                        | Erik Hansen                                      | Imre Szöllősi                             | Gert Fredriksson                          |
| Tokyo 1964                                       | Rolf Peterson                                    | Mihály Hesz                               | Aurel Vernescu                            |
| Città del Messico 1968                           | Mihály Hesz                                      | Oleksandr Šaparenko                       | Erik Hansen                               |
| Monaco di Baviera 1972                           | Oleksandr Šaparenko                              | Rolf Peterson                             | Géza Csapó                                |
| Montréal 1976                                    | Rüdiger Helm                                     | Géza Csapó                                | Vasile Dîba                               |
| Mosca 1980                                       | Rüdiger Helm                                     | Alain Lebas                               | Ion Bîrlădeanu                            |
| Los Angeles 1984                                 | Alan Thompson                                    | Milan Janić                               | Greg Barton                               |
| Seul 1988                                        | Greg Barton                                      | Grant Davies                              | André Wohllebe                            |
| Barcellona 1992                                  | Clint Robinson                                   | Knut Holmann                              | Greg Barton                               |
| Atlanta 1996                                     | Knut Holmann                                     | Beniamino Bonomi                          | Clint Robinson                            |
| Sydney 2000                                      | Knut Holmann                                     | Petăr Merkov                              | Tim Brabants                              |
| Atene 2004                                       | Eirik Verås Larsen                               | Ben Fouhy                                 | Adam van Koeverden                        |
| Pechino 2008                                     | Tim Brabants                                     | Eirik Verås Larsen                        | Ken Wallace                               |
| Londra 2012                                      | Eirik Verås Larsen                               | Adam van Koeverden                        | Max Hoff                                  |
| Rio de Janeiro 2016                              | Marcus Cooper-Walz                               | Josef Dostál                              | Roman Anoškin                             |
| Tokyo 2020                                       | Bálint Kopasz                                    | Ádám Varga                                | Fernando Pimenta                          |
| Parigi 2024                                      | Josef Dostál                                     | Ádám Varga                                | Bálint Kopasz                             |
| Atleta meglio premiato: Gert Fredriksson (3/0/1) | Atleta meglio premiato: Gert Fredriksson (3/0/1) | Nazione meglio premiata: Norvegia (4/2/0) | Nazione meglio premiata: Norvegia (4/2/0) |

##### K-2 500m
| Edizione                                                   | Oro                                                     | Argento                                                 | Bronzo                                           |
| ---------------------------------------------------------- | ------------------------------------------------------- | ------------------------------------------------------- | ------------------------------------------------ |
| Montréal 1976                                              | Germania Est Joachim Mattern - Bernd Olbricht           | Unione Sovietica Serhij Nahornyj - Vladimir Romanovskij | Romania Larion Serghei - Policarp Malîhin        |
| Mosca 1980                                                 | Unione Sovietica Sergej Čuchraj - Uladzimir Parfjanovič | Spagna Herminio Menéndez - Guillermo del Riego          | Germania Est Rüdiger Helm - Bernd Olbricht       |
| Los Angeles 1984                                           | Nuova Zelanda Ian Ferguson - Paul MacDonald             | Svezia Per-Inge Bengtsson - Lars-Erik Moberg            | Canada Hugh Fisher - Alwyn Morris                |
| Seul 1988                                                  | Nuova Zelanda Ian Ferguson - Paul MacDonald             | Unione Sovietica Igor' Nagaev - Viktor Denisov          | Ungheria Attila Ábrahám - Ferenc Csipes          |
| Barcellona 1992                                            | Germania Kay Bluhm - Torsten Gutsche                    | Polonia Maciej Freimut - Wojciech Kurpiewski            | Italia Bruno Dreossi - Antonio Rossi             |
| Atlanta 1996                                               | Germania Kay Bluhm - Torsten Gutsche                    | Italia Beniamino Bonomi - Daniele Scarpa                | Australia Daniel Collins - Andrew Trim           |
| Sydney 2000                                                | Ungheria Zoltán Kammerer - Botond Storcz                | Australia Daniel Collins - Andrew Trim                  | Germania Ronald Rauhe - Tim Wieskötter           |
| Atene 2004                                                 | Germania Ronald Rauhe - Tim Wieskötter                  | Australia Clint Robinson - Nathan Baggaley              | Bielorussia Raman Pjatrušėnka - Vadzim Machneŭ   |
| Pechino 2008                                               | Spagna Saúl Craviotto - Carlos Pérez Rial               | Germania Ronald Rauhe - Tim Wieskötter                  | Bielorussia Raman Pjatrušėnka - Vadzim Machneŭ   |
| Evento non incluso nel programma olimpico dal 2012 al 2020 |                                                         |                                                         |                                                  |
| Parigi 2024                                                | Germania Jacob Schopf - Max Lemke                       | Ungheria Bence Nádas - Sándor Tótka                     | Australia Jean van der Westhuyzen - Thomas Green |
| Nazione meglio premiata: Germania (4/1/1)                  |                                                         |                                                         |                                                  |

##### K-4 500m
| Edizione                                  | Oro      | Argento   | Bronzo     |
| ----------------------------------------- | -------- | --------- | ---------- |
| Tokyo 2020                                | Germania | Spagna    | Slovacchia |
| Parigi 2024                               | Germania | Australia | Spagna     |
| Nazione meglio premiata: Germania (2/0/0) |          |           |            |

#### Femminile

##### K-1 500m
| Edizione                                       | Oro                                            | Argento                                           | Bronzo |
| ---------------------------------------------- | ---------------------------------------------- | ------------------------------------------------- | --- |
| Londra 1948                                    | Karen Hoff                                     | Alida van der Anker-Doedens                       | Fritzi Schwingl |
| Helsinki 1952                                  | Sylvi Saimo                                    | Gertrude Liebhart                                 | [[File: Flag of the Soviet Union (1936 – 1955).svg\|class=noviewer\| Unione Sovietica (bandiera)\|border\|20x16px]] Nina Savina |
| Melbourne 1956                                 | Elizaveta Dement'eva                           | Therese Zenz                                      | Tove Søby |
| Roma 1960                                      | Antonina Seredina                              | Therese Zenz                                      | Daniela Walkowiak |
| Tokyo 1964                                     | Ljudmila Pinaeva                               | Hilde Lauer                                       | Marcia Jones-Smoke |
| Città del Messico 1968                         | Ljudmila Pinaeva                               | Renate Breuer                                     | Viorica Dumitru |
| Monaco di Baviera 1972                         | Julija Rjabčinskaja                            | Mieke Jaaples                                     | Anna Pfeffer |
| Montréal 1976                                  | Carola Zirzow                                  | Tat'jana Koršunova                                | Klára Rajnai |
| Mosca 1980                                     | Birgit Fischer                                 | Vanja Geševa                                      | Antonina Mel'nikova |
| Los Angeles 1984                               | Agneta Andersson                               | Barbara Schüttpelz                                | Annemiek Derckx |
| Seul 1988                                      | Vanja Geševa                                   | Birgit Fischer                                    | Izabela Dylewska |
| Barcellona 1992                                | Birgit Fischer                                 | Rita Kőbán                                        | Izabela Dylewska |
| Atlanta 1996                                   | Rita Kőbán                                     | Caroline Brunet                                   | Josefa Idem |
| Sydney 2000                                    | Josefa Idem                                    | Caroline Brunet                                   | Katrin Borchert |
| Atene 2004                                     | Nataša Janić                                   | Josefa Idem                                       | Caroline Brunet |
| Pechino 2008                                   | Inna Osypenko-Radoms'ka                        | Josefa Idem                                       | Katrin Wagner-Augustin |
| Londra 2012                                    | Danuta Kozák                                   | Inna Osypenko-Radoms'ka                           | Bridgitte Hartley |
| Rio de Janeiro 2016                            | Danuta Kozák                                   | Emma Jørgensen                                    | Lisa Carrington |
| Tokyo 2020                                     | Lisa Carrington                                | Tamara Csipes                                     | Emma Jørgensen |
| Parigi 2024                                    | Lisa Carrington                                | Tamara Csipes                                     | Emma Jørgensen |
| Atleta meglio premiato: Birgit Fischer (2/1/0) | Atleta meglio premiato: Birgit Fischer (2/1/0) | Nazione meglio premiata: Unione Sovietica (5/1/2) | Nazione meglio premiata: Unione Sovietica (5/1/2)                                                                               |

##### K-2 500m
| Edizione                                  | Oro                                                             | Argento                                                  | Bronzo                                                |
| ----------------------------------------- | --------------------------------------------------------------- | -------------------------------------------------------- | ----------------------------------------------------- |
| Roma 1960                                 | Unione Sovietica MariJa Šubina - Antonina Seredina              | Squadra Unificata Tedesca Therese Zenz - Ingrid Hartmann | Ungheria Klára Fried-Bánfalvi - Vilma Egresi          |
| Tokyo 1964                                | Squadra Unificata Tedesca Roswitha Esser - Annemarie Zimmermann | Stati Uniti Francine Fox - Glorianne Perrier             | Romania Hilde Lauer - Cornelia Sideri                 |
| Città del Messico 1968                    | Germania Ovest Roswitha Esser - Annemarie Zimmermann            | Ungheria Anna Pfeffer - Katalin Rozsnyói                 | Unione Sovietica Ljudmila Pinaeva - Antonina Seredina |
| Monaco di Baviera 1972                    | Unione Sovietica Ljudmila Pinaeva - Katerina Kuryško            | Germania Est Ilse Kaschube - Petra Grabowski             | Romania Maria Nichiforov - Viorica Dumitru            |
| Montréal 1976                             | Unione Sovietica Nina Gopova - Galina Kreft                     | Ungheria Anna Pfeffer - Klára Rajnai                     | Germania Est Bärbel Köster - Carola Zirzow            |
| Mosca 1980                                | Germania Est Carsta Genäuß - Martina Bischof                    | Unione Sovietica Nina Gopova - Galina Kreft              | Ungheria Éva Rakusz - Mária Zakariás                  |
| Los Angeles 1984                          | Svezia Agneta Andersson - Anna Olsson                           | Canada Alexandra Barré - Susan Holloway                  | Germania Ovest Josefa Idem - Barbara Schüttpelz       |
| Seul 1988                                 | Germania Est Birgit Fischer - Anke von Seck                     | Bulgaria Vanja Gesheva - Diana Paliiska                  | Paesi Bassi Annemiek Derckx - Annemarie Cox           |
| Barcellona 1992                           | Germania Ramona Portwich - Anke von Seck                        | Svezia Agneta Andersson - Susanne Gunnarsson             | Ungheria Rita Kőbán - Éva Dónusz                      |
| Atlanta 1996                              | Svezia Agneta Andersson - Susanne Gunnarsson                    | Germania Birgit Fischer - Ramona Portwich                | Australia Anna Wood - Katrin Borchert                 |
| Sydney 2000                               | Germania Birgit Fischer - Katrin Wagner                         | Ungheria Katalin Kovács - Szilvia Szabó                  | Polonia Aneta Pastuszka - Beata Sokołowska-Kulesza    |
| Atene 2004                                | Ungheria Katalin Kovács - Nataša Janić                          | Germania Birgit Fischer - Carolin Leonhardt              | Polonia Aneta Pastuszka - Beata Sokołowska-Kulesza    |
| Pechino 2008                              | Ungheria Katalin Kovács - Nataša Janić                          | Polonia Beata Mikołajczyk - Aneta Konieczna              | Francia Marie Delattre - Anne-Laure Viard             |
| Londra 2012                               | Germania Franziska Weber - Tina Dietze                          | Ungheria Katalin Kovács - Nataša Janić                   | Polonia Beata Mikołajczyk - Karolina Naja             |
| Rio de Janeiro 2016                       | Ungheria Gabriella Szabó - Danuta Kozák                         | Germania Franziska Weber - Tina Dietze                   | Polonia Beata Mikołajczyk - Karolina Naja             |
| Tokyo 2020                                | Nuova Zelanda Lisa Carrington - Caitlin Ryan-Regal              | Polonia Karolina Naja - Anna Puławska                    | Ungheria Danuta Kozák - Dóra Bodonyi                  |
| Parigi 2024                               | Nuova Zelanda Lisa Carrington - Alicia Hoskin                   | Ungheria Tamara Csipes - Alida Dóra                      | Germania Paulina Paszek - Jule Hake                   |
| Parigi 2024                               | Nuova Zelanda Lisa Carrington - Alicia Hoskin                   | Ungheria Tamara Csipes - Alida Dóra                      | Ungheria Noémi Pupp - Sára Fojt                       |
| Nazione meglio premiata: Ungheria (3/5/5) |                                                                 |                                                          |                                                       |

##### K-4 500m
| Edizione                                  | Oro           | Argento     | Bronzo      |
| ----------------------------------------- | ------------- | ----------- | ----------- |
| Los Angeles 1984                          | Romania       | Svezia      | Canada      |
| Seul 1988                                 | Germania Est  | Ungheria    | Bulgaria    |
| Barcellona 1992                           | Ungheria      | Germania    | Svezia      |
| Atlanta 1996                              | Germania      | Svizzera    | Svezia      |
| Sydney 2000                               | Germania      | Ungheria    | Romania     |
| Atene 2004                                | Germania      | Ungheria    | Ucraina     |
| Pechino 2008                              | Germania      | Ungheria    | Australia   |
| Londra 2012                               | Ungheria      | Germania    | Bielorussia |
| Rio de Janeiro 2016                       | Ungheria      | Germania    | Bielorussia |
| Tokyo 2020                                | Ungheria      | Bielorussia | Polonia     |
| Parigi 2024                               | Nuova Zelanda | Germania    | Ungheria    |
| Nazione meglio premiata: Ungheria (4/4/1) |               |             |             |

#### Maschile

##### K-1 200m
| Edizione                                   | Oro                                        | Argento                                        | Bronzo                                         |
| ------------------------------------------ | ------------------------------------------ | ---------------------------------------------- | ---------------------------------------------- |
| Londra 2012                                | Ed McKeever                                | Saúl Craviotto                                 | Mark de Jonge                                  |
| Rio de Janeiro 2016                        | Liam Heath                                 | Maxime Beaumont                                | Ronald Rauhe                                   |
| Rio de Janeiro 2016                        | Liam Heath                                 | Maxime Beaumont                                | Saúl Craviotto                                 |
| Tokyo 2020                                 | Sándor Tótka                               | Manfredi Rizza                                 | Liam Heath                                     |
| Atleta meglio premiato: Liam Heath (1/0/1) | Atleta meglio premiato: Liam Heath (1/0/1) | Nazione meglio premiata: Gran Bretagna (2/0/1) | Nazione meglio premiata: Gran Bretagna (2/0/1) |

##### K-1 500m
Evento sostituito nel programma olimpico dai 200m.
| Edizione                                     | Oro                                          | Argento                                               | Bronzo                                                |
| -------------------------------------------- | -------------------------------------------- | ----------------------------------------------------- | ----------------------------------------------------- |
| Montréal 1976                                | Vasile Dîba                                  | Zoltán Sztanity                                       | Rüdiger Helm                                          |
| Mosca 1980                                   | Uladzimir Parfjanovič                        | John Sumegi                                           | Vasile Dîba                                           |
| Los Angeles 1984                             | Ian Ferguson                                 | Lars-Erik Moberg                                      | Bernard Brégeon                                       |
| Seul 1988                                    | Zsolt Gyulay                                 | Andreas Stahle                                        | Paul MacDonald                                        |
| Barcellona 1992                              | Mikko Kolehmainen                            | Zsolt Gyulay                                          | Knut Holmann                                          |
| Atlanta 1996                                 | Antonio Rossi                                | Knut Holmann                                          | Piotr Markiewicz                                      |
| Sydney 2000                                  | Knut Holmann                                 | Petăr Merkov                                          | Michael Kolganov                                      |
| Atene 2004                                   | Adam van Koeverden                           | Nathan Baggaley                                       | Ian Wynne                                             |
| Pechino 2008                                 | Ken Wallace                                  | Adam van Koeverden                                    | Tim Brabants                                          |
| Atleta meglio premiato: Knut Holmann (1/1/1) | Atleta meglio premiato: Knut Holmann (1/1/1) | Nazione meglio premiata: Ungheria e Australia (1/2/0) | Nazione meglio premiata: Ungheria e Australia (1/2/0) |

##### K-1 10.000m
| Edizione       | Oro                | Argento            | Bronzo         |
| -------------- | ------------------ | ------------------ | -------------- |
| Berlino 1936   | Ernst Krebs        | Fritz Landertinger | Ernest Riedel  |
| Londra 1948    | Gert Fredriksson   | Kurt Wires         | Eivind Skabo   |
| Helsinki 1952  | Thorvald Strömberg | Gert Fredriksson   | Michel Scheuer |
| Melbourne 1956 | Gert Fredriksson   | Ferenc Hatlaczky   | Michel Scheuer |

##### K-1 4x500m
| Edizione  | Oro                       | Argento  | Bronzo    |
| --------- | ------------------------- | -------- | --------- |
| Roma 1960 | Squadra Unificata Tedesca | Ungheria | Danimarca |

##### K-2 200m
| Edizione                 | Oro                                          | Argento                                        | Bronzo                                        |
| ------------------------ | -------------------------------------------- | ---------------------------------------------- | --------------------------------------------- |
| Londra 2012              | Russia Aleksandr D'jačenko - Jurij Postrigaj | Bielorussia Raman Pjatrušėnka - Vadzim Machneŭ | Gran Bretagna Liam Heath - Jon Schofield      |
| Rio de Janeiro 2016      | Spagna Saúl Craviotto - Cristian Toro        | Gran Bretagna Liam Heath - Jon Schofield       | Lituania Aurimas Lankas - Edvinas Ramanauskas |
| Nazione meglio premiata: |                                              |                                                |                                               |

##### K-2 1.000m
| Edizione                                | Oro                                                             | Argento                                               | Bronzo                                                |
| --------------------------------------- | --------------------------------------------------------------- | ----------------------------------------------------- | ----------------------------------------------------- |
| Parigi 1924                             | Stati Uniti C. W. Havens - Harry Knight Jr.                     | Canada Roy Nurse - G. M. Duncan                       | —                                                     |
| Berlino 1936                            | Austria Adolf Kainz - Alfons Dorfner                            | Germania Ewald Tilker - Fritz Bondroit                | Paesi Bassi Nicolaas Tates - Wim van der Kroft        |
| Londra 1948                             | Svezia Hans Berglund - Lennart Klingström                       | Danimarca Ejvind Hansen - Jakob Jensen                | Finlandia Thor Axelsson - Nils Björklöf               |
| Helsinki 1952                           | Finlandia Kurt Wires - Yrjö Hietanen                            | Svezia Lars Glasser - Ingemar Hedberg                 | Austria Maximilian Raub - Herbert Wiedermann          |
| Melbourne 1956                          | Squadra Unificata Tedesca Michel Scheuer - Meinrad Miltenberger | Unione Sovietica Michail Kaaleste - Anatolij Demitkov | Austria Maximilian Raub - Herbert Wiedermann          |
| Roma 1960                               | Svezia Gert Fredriksson - Sven-Olov Sjödelius                   | Ungheria György Mészáros - András Szente              | Polonia Stefan Kapłaniak - Władysław Zieliński        |
| Tokyo 1964                              | Svezia Gunnar Utterberg - Sven-Olov Sjödelius                   | Paesi Bassi Antonius Geurts - Paul Hoekstra           | Squadra Unificata Tedesca Heinz Büker - Holger Zander |
| Città del Messico 1968                  | Unione Sovietica Oleksandr Šaparenko - Vladimir Morozov         | Ungheria Csaba Giczy - István Timár                   | Austria Gerhard Siebold - Günther Pfaff               |
| Monaco di Baviera 1972                  | Unione Sovietica Nikolaj Gorbačëv - Viktor Kratasjuk            | Ungheria József Deme - János Rátkai                   | Polonia Władysław Szuzkiewicz - Rafał Piszcz          |
| Montréal 1976                           | Unione Sovietica Serhij Nahornyj - Vladimir Romanovskij         | Germania Est Joachim Mattern - Bernd Olbricht         | Ungheria Zoltán Bakó - István Szabó                   |
| Mosca 1980                              | Unione Sovietica Sergej Čuchraj - Uladzimir Parfjanovič         | Ungheria István Szabó - István Joós                   | Spagna Luis Gregorio Ramos - Herminio Menéndez        |
| Los Angeles 1984                        | Canada Hugh Fisher - Alwyn Morris                               | Francia Bernard Brégeon - Patrick Lefoulen            | Australia Barry Kelly - Grant Kenny                   |
| Seul 1988                               | Stati Uniti Greg Barton - Norman Bellingham                     | Nuova Zelanda Ian Ferguson - Paul MacDonald           | Australia Peter Foster - Kelvin Graham                |
| Barcellona 1992                         | Germania Kay Bluhm - Torsten Gutsche                            | Svezia Gunnar Olsson - Kalle Sundqvist                | Polonia Grzegorz Kotowicz - Dariusz Białkowski        |
| Atlanta 1996                            | Italia Antonio Rossi - Daniele Scarpa                           | Germania Kay Bluhm - Torsten Gutsche                  | Bulgaria Andrian Dushev - Milko Kazanov               |
| Sydney 2000                             | Italia Antonio Rossi - Beniamino Bonomi                         | Svezia Markus Oscarsson - Henrik Nilsson              | Ungheria Krisztián Bártfai - Krisztián Veréb          |
| Atene 2004                              | Svezia Markus Oscarsson - Henrik Nilsson                        | Italia Antonio Rossi - Beniamino Bonomi               | Norvegia Eirik Verås Larsen - Nils Olav Fjeldheim     |
| Pechino 2008                            | Germania Andreas Ihle - Martin Hollstein                        | Danimarca Kim Wraae Knudsen - René Holten Poulsen     | Italia Andrea Facchin - Antonio Scaduto               |
| Londra 2012                             | Ungheria Rudolf Dombi - Roland Kökény                           | Portogallo Fernando Pimenta - Emanuel Silva           | Germania Andreas Ihle - Martin Hollstein              |
| Rio de Janeiro 2016                     | Germania Max Rendschmidt - Marcus Groß                          | Serbia Marko Tomićević - Milenko Zorić                | Australia Ken Wallace - Lachlan Tame                  |
| Tokyo 2020                              | Australia Jean van der Westhuyzen - Thomas Green                | Germania Max Hoff - Jacob Schopf                      | Rep. Ceca Josef Dostál - Radek Slouf                  |
| Nazione meglio premiata: Svezia (4/3/0) |                                                                 |                                                       |                                                       |

##### K-2 10.000m
| Edizione       | Oro                                       | Argento                                                | Bronzo                                  |
| -------------- | ----------------------------------------- | ------------------------------------------------------ | --------------------------------------- |
| Berlino 1936   | Germania Paul Wevers - Ludwig Landen      | Austria Viktor Kalisch - Karl Steinhuber               | Svezia Tage Fahlborg - Helge Larsson    |
| Londra 1948    | Svezia Gunnar Åkerlund - Hans Wetterström | Norvegia Ivar Mathisen - Knut Østby                    | Finlandia Thor Axelsson - Nils Björklöf |
| Helsinki 1952  | Finlandia Kurt Wires - Yrjö Hietanen      | Svezia Gunnar Åkerlund - Hans Wetterström              | Ungheria Ferenc Varga - József Gurovits |
| Melbourne 1956 | Ungheria János Urányi - László Fábián     | Squadra Unificata Tedesca Fritz Briel - Theodor Kleine | Australia Dennis Green - Walter Brown   |

##### K-4 1.000m
| Edizione                                                   | Oro              | Argento                   | Bronzo       |
| ---------------------------------------------------------- | ---------------- | ------------------------- | ------------ |
| Parigi 1924                                                | Stati Uniti      | Canada                    | —            |
| Evento non incluso nel programma olimpico dal 1936 al 1960 |                  |                           |              |
| Tokyo 1964                                                 | Unione Sovietica | Squadra Unificata Tedesca | Romania      |
| Città del Messico 1968                                     | Norvegia         | Romania                   | Ungheria     |
| Monaco di Baviera 1972                                     | Unione Sovietica | Romania                   | Norvegia     |
| Montréal 1976                                              | Unione Sovietica | Spagna                    | Germania Est |
| Mosca 1980                                                 | Germania Est     | Romania                   | Bulgaria     |
| Los Angeles 1984                                           | Nuova Zelanda    | Svezia                    | Francia      |
| Seul 1988                                                  | Ungheria         | Unione Sovietica          | Germania Est |
| Barcellona 1992                                            | Germania         | Ungheria                  | Australia    |
| Atlanta 1996                                               | Germania         | Ungheria                  | Russia       |
| Sydney 2000                                                | Ungheria         | Germania                  | Polonia      |
| Atene 2004                                                 | Ungheria         | Germania                  | Slovacchia   |
| Pechino 2008                                               | Bielorussia      | Slovacchia                | Germania     |
| Londra 2012                                                | Australia        | Ungheria                  | Rep. Ceca    |
| Rio de Janeiro 2016                                        | Germania         | Slovacchia                | Rep. Ceca    |
| Nazione meglio premiata: Ungheria (3/3/1)                  |                  |                           |              |

#### F1 10.000m
| Edizione     | Oro              | Argento         | Bronzo        |
| ------------ | ---------------- | --------------- | ------------- |
| Berlino 1936 | Gregor Hradetzky | Henri Eberhardt | Xaver Hörmann |

##### F-2 10.000m
| Edizione     | Oro                                    | Argento                             | Bronzo                                    |
| ------------ | -------------------------------------- | ----------------------------------- | ----------------------------------------- |
| Berlino 1936 | Svezia Erik Bladström - Sven Johansson | Germania Erich Hanisch - Willy Horn | Paesi Bassi Piet Wijdekop - Kees Wijdekop |

#### Femminile

##### K-1 200m
| Edizione                                        | Oro                                             | Argento                                        | Bronzo                                         |
| ----------------------------------------------- | ----------------------------------------------- | ---------------------------------------------- | ---------------------------------------------- |
| Londra 2012                                     | Lisa Carrington                                 | Inna Osypenko-Radoms'ka                        | Nataša Dušev-Janić                             |
| Rio de Janeiro 2016                             | Lisa Carrington                                 | Marta Walczykiewicz                            | Inna Osypenko-Radoms'ka                        |
| Tokyo 2020                                      | Lisa Carrington                                 | Teresa Portela                                 | Emma Jørgensen                                 |
| Atleta meglio premiato: Lisa Carrington (3/0/0) | Atleta meglio premiato: Lisa Carrington (3/0/0) | Nazione meglio premiata: Nuova Zelanda (3/0/0) | Nazione meglio premiata: Nuova Zelanda (3/0/0) |